# Spuriopimpinella calycina
Spuriopimpinella calycina är en växtart i släktet Spuriopimpinella och familjen flockblommiga växter. Den beskrevs först av Carl Maximowicz, och fick sitt nu gällande namn av Masao Kitagawa 1941.
Arten är en perenn ört som är endemisk i Japan.